# 11016 Борисов
11016 Борисов (11016 Borisov) — астероїд головного поясу, відкритий 16 вересня 1982 року.
Тіссеранів параметр щодо Юпітера — 3,570.